# Збінек Грачек
Збінек Грачек (9 вересня 1970, Угерске Градіште) – чеський шахіст, гросмейстер від 1994 року.

## Шахова кар'єра
Першого значного успіху на міжнародній арені досягнув 1990 року, поділивши 2-ге місце (разом з Олексієм Дрєєвим) на чемпіонаті Європи серед юнаків до 20-ти років у Арнемі. Того самого року вперше взяв участь у складі національної збірної в шаховій олімпіаді у Новому Саді (де шахісти Чехословаччини посіли 4-те місце), а також поділив 2-ге місце (разом з Ігорем Штолем i Олександром Войткевичем) на зональному турнірі (відбору до чемпіонатів світу) у Старій загорі. Однак у додаткових матчах. які пройшли у Варшаві посів останнє місце і не потрапив на міжзональний турнір. 1997 року виступив у Гронінгені на чемпіонаті світу за нокаут-системою, де пройшов до 2-го раунду (в якому поступився Жоелеві Лотьє). Чотири рази вигравав медалі на чемпіонаті Чехії: золоту (1994) i тричі срібну (1993, 2000, 2003).
У наступних роках здобув низку міжнародних успіхів, зокрема, в таких містах як: Новий Смоковець (1992, поділив 2-ге місце), Старе-Місто (1992, поділив 1-ше місце), Прага (1993, поділив 1-ше місце), Одорхею-Секуєск (1995, посів 1-ше місце, зональний турнір), Альтенштайг (1995, посів 1-ше місце), Пардубице (1998, поділив 1-ше місце), Кошалін (1998, 1999, двічі поділив 2-ге місце), Ліппштадт (2000, посів 1-ше місце), Пардубице (2002, поділив 1-ше місце), Бенаске (2004, поділив 1-ше місце), Нью-Йорк (2009, поділив 1-ше місце разом із, зокрема, Георгієм Качеїшвілі i Олександром Стрипунським), а також Острава (2009, поділив 1-ше місце разом з Віктором Лазнічкою).
Неодноразово представляв Чехословаччину i Чехію на командних змаганнях, зокрема:
- одинадцять разів на шахових олімпіадах (1990, 1992, 1994, 1996, 2000, 2002, 2004, 2006, 2008, 2010, 2012)[4],
- дев'ять разів на командних чемпіонатах Європи (1992, 1997, 1999, 2003, 2005, 2007, 2009, 2011, 2013)[5].

Найвищий рейтинг Ело дотепер мав станом на 1 січня 1996 року, досягнувши 2650 пунктів ділив тоді 18-20-те місце в світовій класифікації ФІДЕ, водночас посідав 1-ше місце серед чеських шахістів.

## Зміни рейтингу
| На цьому місці має відображатися графік чи діаграма, однак з технічних причин його відображення наразі вимкнено. Будь ласка, не видаляйте код, який викликає це повідомлення. Розробники вже працюють для того, щоби відновити штатне функціонування цього графіка або діаграми. | |
| | На цьому місці має відображатися графік чи діаграма, однак з технічних причин його відображення наразі вимкнено. Будь ласка, не видаляйте код, який викликає це повідомлення. Розробники вже працюють для того, щоби відновити штатне функціонування цього графіка або діаграми. |